# Bet Arje-Ofarim
Bet Arje-Ofarim ist eine israelische Siedlung im nördlichen, seit 1967 illegal von Israel besetztem  Westjordanland. Die Siedlung befindet sich 32 km nördlich von Jerusalem und 25 Kilometer östlich von Tel Aviv. Die Einwohnerzahl beträgt 5.411 (Stand: Januar 2022). 2016 wohnten dort 4842 Siedler.

## Geschichte
Die Siedlung Bet Arje wurde 1981 gegründet. Seit 1989 ist der Ort auch Verwaltungssitz der gleichnamigen Gemeindeverwaltung. 2004 wurde Bet Arje mit Ofarim zusammengeschlossen. Bet Arje wurde nach dem Knessetabgeordneten Arje Ben-Elieser benannt. 2011 wurden in Bet Arje 100 Häuser erbaut und der Bau einer Straße zwischen Bet Arje und Ofarim genehmigt. 2016 wurde der Bau von weiteren Häusern in Bet Arje und Ofarim genehmigt.